# De Schoutheete de Tervarent

Wapenschild van de familie de Schoutheete

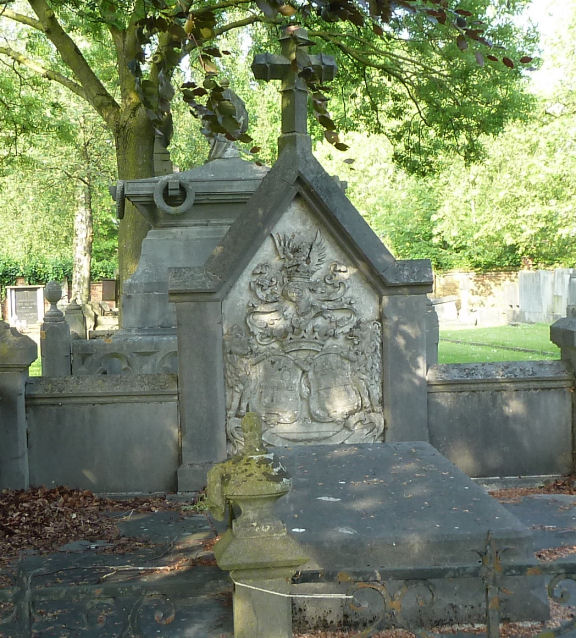
Grafmonument van de familie op de begraafplaats van Tereken

De Schoutheete de Tervarent is een Zuid-Nederlandse en Belgische adellijke familie.

## Geschiedenis
- In 1733 verhief keizer Karel VI Mechthilde-Louise van Calendries, weduwe van Pierre Schoutheet, burgemeester van Dendermonde, alsook hun kinderen, in de erfelijke adel.
- In 1792 verleende keizer Frans II de erfelijke titel ridder, overdraagbaar op alle mannelijke afstammelingen, aan Henri-Joseph Schoutheet, ontvanger-generaal van Dendermonde.

## Genealogie
- Pierre Louis Emmanuel de Schoutheete (Sint-Gillis-bij-Dendermonde, 18 januari 1778 - Sint-Amandsberg, 12 juli 1840), zoon van Henri-Joseph Schouteete (zie hierboven) en Caroline de Backer, vrouwe van Tervarent, werd in 1822 onder het Verenigd Koninkrijk der Nederlanden erkend in de erfelijke adel met de titel ridder overdraagbaar op alle mannelijke afstammelingen. Hij trouwde in 1832 in Brussel met Charlotte de Villers (1807-1893). Hij kreeg vergunning het partikel de voor zijn naam en de toevoeging de Tervarent achter zijn familienaam toe te voegen.
  - Amédée de Schoutheete de Tervarent (1835-1891), trouwde in 1857 in Sint-Niklaas met Emma de Munck (1830-1887), dochter van François De Munck, burgemeester van Sint-Niklaas, provincieraadslid van Oost-Vlaanderen en senator. Ze kregen zeven kinderen. Hij hertrouwde in 1890 in Parijs vervolgens met Elena Webb (1843-1895). Het huwelijk bleef kinderloos.
    - Romain de Schoutheete de Tervarent (1866-1953), trouwde in 1890 in Antwerpen met Cécile de Terwangne (1869-1928), dochter van Léon de Terwangne (1839-1907), bankier en consul van Costa Rica. Ze kregen drie zoons. Hij was een schoonbroer van baron Albert Peers de Nieuwburgh, burgemeester van Oostkamp.
      - Guy de Schoutheete de Tervarent (1891-1969), ambassadeur en lid van de Koninklijke Academie van België, trouwde in 1926 in Parijs met Jeanne Darcy (1906-1977). Ze kregen twee zoons en een dochter.
        - Marie de Schoutheete de Tervarent (1927-2012), trouwde in 1950 met Bernard d'Espagnat (1921-2015), Frans medicus en filosoof. Ze kregen twee dochters, met afstammelingen tot heden.
        - Philippe de Schoutheete de Tervarent (1932-2016), diplomaat, trouwde in 1956 in Sint-Denijs-Westrem met Bernadette Joos de ter Beerst (°1931). In 1993 kreeg hij de titel baron, overdraagbaar bij eerstgeboorte. Met afstammelingen tot heden.

      - Amaury de Schoutheete de Tervarent (1895-1984), lid van het Geheim Leger, trouwde in 1922 in Sint-Joost-ten-Node met gravin Renée de Hemricourt de Grunne (1901-2004) dochter van graaf Charles de Hemricourt de Grunne, burgemeester van Aalter. Ze kregen drie zoons en twee dochters, met afstammelingen tot heden.
        - Chantal de Schoutheete de Tervarent (1923-2013), trouwde in 1947 in Sint-Pieters-Woluwe met Louis Goffin (1904-1975), diplomaat. Ze kregen vijf zoons en twee dochters, met afstammelingen tot heden.

      - Jean de Schoutheete de Tervarent (1907-1982), trouwde in 1933 in Berchem met Ghislaine Plissart de Brandignies (1909-2000). Ze kregen zes zoons en een dochter, met afstammelingen tot heden.